# Spring City (Tennessee)
Spring City è un comune degli Stati Uniti d'America, situato nello Stato del Tennessee, nella Contea di Rhea.